# Буды (Гомельская область)
Буды (бел. Буды) — деревня в Ленинском сельсовете Житковичского района Гомельской области Беларуси.
Кругом лес.

## География

### Расположение
В 32 км на северо-запад от Житковичей, 10 км от железнодорожной станции Микашевичи (на линии Лунинец — Калинковичи), 265 км от Гомеля.

## Гидрография
На реке Случь (приток реки Припять).

## Транспортная сеть
Транспортные связи по просёлочной, затем автомобильной дороге Лунинец — Калинковичи. Планировка состоит из короткой прямолинейной меридиональной улицы. На западе небольшой обособленный участок застройки. Дома деревянные, усадебного типа.

## История
Согласно письменных источников известна с XVIII века. После 2-го раздела Речи Посполитой (1793 год) в составе Российской империи. В 1795 году в Мозырском уезде Минской губернии. Согласно Рижскому договору 18 марта 1921 года в составе Польши. С сентября 1939 года в составе БССР. Во время Великой Отечественной войны в феврале 1943 года немецкие каратели полностью сожгли деревню. В составе совхоза «Ленинский» (центр — деревня Ленин).

## Население

### Численность
- 2004 год — 19 хозяйств, 49 жителей.

### Динамика
- 1795 год — 5 дворов.
- 1940 год — 5 дворов 30 жителей.
- 1959 год — 130 жителей (согласно переписи).
- 2004 год — 19 хозяйств, 49 жителей.